# Hrihori Kamyshenko
Hrihori Kamyshenko –en ucraniano, Грігорій Камишенко– (10 de marzo de 1972) es un deportista ucraniano que compitió en lucha grecorromana. Ganó dos medallas en el Campeonato Europeo de Lucha, oro en 1994 y plata en 1996.
Participó en dos Juegos Olímpicos de Verano, ocupando el sexto lugar en Atlanta 1996 y el octavo lugar en Sídney 2000.

## Palmarés internacional
| Campeonato Europeo | Campeonato Europeo | Campeonato Europeo | Campeonato Europeo |
| Año                | Lugar              | Medalla            | Categoría          |
| ------------------ | ------------------ | ------------------ | ------------------ |
| 1994               | Atenas (Grecia)    | Medalla de oro     | 62 kg              |
| 1996               | Budapest (Hungría) | Medalla de plata   | 62 kg              |